# Örkény Hugó
Örkény Hugó, Österreicher, Ösztreicher (Szolnok, 1879. november 11. – Budapest, Józsefváros, 1950. november 6.) gyógyszerész, kormányfőtanácsos.

## Életútja
Régi Szolnok megyei zsidó család sarja, Österreicher Lipót és Pollák Jozefa fiaként született. Középiskoláit és egyetemi tanulmányait Budapesten végezte, 1909-től gyógyszertártulajdonos volt. Österreicher családi nevét 1906-ban Örkényre változtatta. A Budapesti gyógyszerészek egyezményes elnöke, a VI. kerületi választási bizottság elnöke volt. Halálát a halotti anyakönyv szerint fehérvérűség okozta. Felesége Pethő (Pollák) Margit, gyermekei: Örkény István író és Örkény Marianne. Egy testvére a kommün idején Szolnokon mártírhalált halt.